# You and Your Friend
„You and Your Friend“ je skladba britské rockové skupiny Dire Straits, která vyšla na jejich albu On Every Street v roce 1991. Objevila se i na koncertním albu On the Night. Jde o pátý a poslední singl z tohoto alba a úplně poslední singl skupiny Dire Straits. Jako singl byla však tato skladba vydána pouze ve Francii a Německu.